# Kamenné Zboží
Kamenné Zboží (en allemand : Steinhof) est une commune du district de Nymburk, dans la région de Bohême-Centrale, en République tchèque. Sa population s'élevait à 544 habitants en 2020.

## Géographie
Kamenné Zboží se trouve à 4 km à l'ouest du centre de Nymburk et à 43 km à l'est-nord-est de Prague.
La commune est limitée par Čilec et Dvory au nord, par Nymburk à l'est et au sud, par Kostomlátky au sud, et par Kostomlaty nad Labem à l'ouest.

## Histoire
La première mention écrite de la localité date de 1495.